# Халил, Сафван
Сафван Халил (англ. Safwan Khalil, 15 мая 1986, Триполи, Ливия) — австралийский таэквондист ливийского происхождения.

## Биография
Халил родился в Триполи. Однако его семья переехала в Австралию, когда он ещё был ребенком.

## Карьера
На Олимпийских играх в Лондоне выступал в весовой категории до 58 кг. В предварительном раунде он победил мексиканца Диего Гарсиа (9—4), но уже на следующем круге уступил испанцу Хоэлю Гонсалесу (3—5). В боях за бронзовую медаль победил шведа Уно Санли (4—1), но уступил россиянину Алексею Денисенко (1—3).

## Личная жизнь
Сафван Халил встречается с австралийской таэквондисткой Кармен Мартон, которая выступает в весовой категории до 67 кг.